# ۳۱ بره
۳۱ بره یک ستاره است که در صورت فلکی برج حمل قرار دارد.